# Open 13 2002 - Qualificazioni singolare
Le qualificazioni del singolare  dell'Open 13 2002 sono state un torneo di tennis preliminare per accedere alla fase finale della manifestazione. I vincitori dell'ultimo turno sono entrati di diritto nel tabellone principale. In caso di ritiro di uno o più giocatori aventi diritto a questi sono subentrati i lucky loser, ossia i giocatori che hanno perso nell'ultimo turno ma che avevano una classifica più alta rispetto agli altri partecipanti che avevano comunque perso nel turno finale.
Le qualificazioni del torneo Open 13 2002 prevedevano 32 partecipanti di cui 4 sono entrati nel tabellone principale.

## Teste di serie
1. Rubén Ramírez Hidalgo (secondo turno)
2. Renzo Furlan (Qualificato)
3. Grégory Carraz (Qualificato)
4. Jean-François Bachelot (secondo turno)

1. Cristiano Caratti (secondo turno)
2. Slimane Saoudi (primo turno)
3. Didac Perez-Minarro (primo turno)
4. Olivier Patience (secondo turno)

## Qualificati
1. Jeff Tarango
2. Renzo Furlan

1. Grégory Carraz
2. Lionel Roux

## Tabellone

### Legenda
| - Q = Qualificato - WC = Wild card - LL = Lucky loser | - ALT = Alternate - SE = Special Exempt - PR = Protected Ranking | - w/o = Walkover - r = Ritirato - d = Squalificato |

### Sezione 1
|  | Primo turno           | Primo turno           | Primo turno           | Primo turno | Primo turno |  |  | Secondo turno | Secondo turno         | Secondo turno         | Secondo turno | Secondo turno |   |   | Ultimo turno  | Ultimo turno  | Ultimo turno  | Ultimo turno | Ultimo turno |  |
|  |                       |                       |                       |             |             |  |  |               |                       |                       |               |               |   |   |               |               |               |              |              |  |
|  | 1                     | Rubén Ramírez Hidalgo | Rubén Ramírez Hidalgo | 6           | 6           |  |  |               |                       |                       |               |               |   |   |               |               |               |              |              |  |
|  |                       | Carlos Cuadrado       | Carlos Cuadrado       | 3           | 4           |  |  | 1             | Rubén Ramírez Hidalgo | Rubén Ramírez Hidalgo | 2             | 2             |   |   |               |               |               |              |              |  |
|  | Julien Varlet         | Julien Varlet         | Julien Varlet         | 6           | 6           |  |  |               | Julien Varlet         | Julien Varlet         | 6             | 6             |   |   |               |               |               |              |              |  |
|  | Jean-Baptiste Perlant | Jean-Baptiste Perlant | Jean-Baptiste Perlant | 4           | 4           |  |  |               |                       |                       |               |               |   |   | Julien Varlet | Julien Varlet | Julien Varlet | 3            | 3            |  |
|  | Jeff Tarango          | Jeff Tarango          | 2                     | 6           | 7           |  |  |               |                       | Jeff Tarango          | Jeff Tarango  | Jeff Tarango  | 6 | 6 |               |               |               |              |              |  |
|  | Xavier Audouy         | Xavier Audouy         | 6                     | 0           | 5           |  |  |               | Jeff Tarango          | Jeff Tarango          | 6             | 6             |   |   |               |               |               |              |              |  |
|  | 8                     | Olivier Patience      | Olivier Patience      | 6           | 7           |  |  | 8             | Olivier Patience      | Olivier Patience      | 1             | 2             |   |   |               |               |               |              |              |  |
|  |                       | Mario Radić           | Mario Radić           | 2           | 5           |  |  |               |                       |                       |               |               |   |   |               |               |               |              |              |  |

### Sezione 2
|  | Primo turno      | Primo turno       | Primo turno      | Primo turno | Primo turno |  |  | Secondo turno | Secondo turno     | Secondo turno     | Secondo turno | Secondo turno |   |   | Ultimo turno | Ultimo turno | Ultimo turno | Ultimo turno | Ultimo turno |  |
|  |                  |                   |                  |             |             |  |  |               |                   |                   |               |               |   |   |              |              |              |              |              |  |
|  | 2                | Renzo Furlan      | Renzo Furlan     | 6           | 6           |  |  |               |                   |                   |               |               |   |   |              |              |              |              |              |  |
|  |                  | Olivier Mutis     | Olivier Mutis    | 2           | 4           |  |  | 2             | Renzo Furlan      | Renzo Furlan      | 6             | 6             |   |   |              |              |              |              |              |  |
|  | Julien Cassaigne | Julien Cassaigne  | Julien Cassaigne | 7           | 6           |  |  |               | Julien Cassaigne  | Julien Cassaigne  | 2             | 3             |   |   |              |              |              |              |              |  |
|  | Pedro Braga      | Pedro Braga       | Pedro Braga      | 64          | 3           |  |  |               |                   |                   |               |               |   |   | 2            | Renzo Furlan | Renzo Furlan | 6            | 6            |  |
|  | Marc Gicquel     | Marc Gicquel      | Marc Gicquel     | 6           | 6           |  |  |               |                   |                   | Marc Gicquel  | Marc Gicquel  | 3 | 3 |              |              |              |              |              |  |
|  | Johan Rousseaux  | Johan Rousseaux   | Johan Rousseaux  | 4           | 4           |  |  |               | Marc Gicquel      | Marc Gicquel      | 6             | 7             |   |   |              |              |              |              |              |  |
|  | 5                | Cristiano Caratti | 3                | 6           | 6           |  |  | 5             | Cristiano Caratti | Cristiano Caratti | 2             | 68            |   |   |              |              |              |              |              |  |
|  |                  | Sebastien Lami    | 6                | 4           | 3           |  |  |               |                   |                   |               |               |   |   |              |              |              |              |              |  |

### Sezione 3
|  | Primo turno            | Primo turno            | Primo turno            | Primo turno | Primo turno |  |  | Secondo turno   | Secondo turno          | Secondo turno          | Secondo turno   | Secondo turno |   |   | Ultimo turno | Ultimo turno   | Ultimo turno | Ultimo turno | Ultimo turno |  |
|  |                        |                        |                        |             |             |  |  |                 |                        |                        |                 |               |   |   |              |                |              |              |              |  |
|  | 3                      | Grégory Carraz         | 4                      | 6           | 7           |  |  |                 |                        |                        |                 |               |   |   |              |                |              |              |              |  |
|  |                        | John Thivolle          | 6                      | 3           | 5           |  |  | 3               | Grégory Carraz         | Grégory Carraz         | 6               | 7             |   |   |              |                |              |              |              |  |
|  | Jean-Christophe Faurel | Jean-Christophe Faurel | Jean-Christophe Faurel | 6           | 7           |  |  |                 | Jean-Christophe Faurel | Jean-Christophe Faurel | 4               | 6(0)          |   |   |              |                |              |              |              |  |
|  | Daniel Lencina-Ribes   | Daniel Lencina-Ribes   | Daniel Lencina-Ribes   | 1           | 65          |  |  |                 |                        |                        |                 |               |   |   | 3            | Grégory Carraz | 4            | 6            | 6            |  |
|  | Florent Serra          | Florent Serra          | 6                      | 3           | 6           |  |  |                 |                        |                        | Thierry Ascione | 6             | 3 | 1 |              |                |              |              |              |  |
|  | Andrea Stoppini        | Andrea Stoppini        | 1                      | 6           | 4           |  |  | Florent Serra   | Florent Serra          | 7                      | 3               | 5             |   |   |              |                |              |              |              |  |
|  |                        | Thierry Ascione        | Thierry Ascione        | 6           | 6           |  |  | Thierry Ascione | Thierry Ascione        | 65                     | 6               | 7             |   |   |              |                |              |              |              |  |
|  | 6                      | Slimane Saoudi         | Slimane Saoudi         | 3           | 4           |  |  |                 |                        |                        |                 |               |   |   |              |                |              |              |              |  |

### Sezione 4
|  | Primo turno         | Primo turno            | Primo turno            | Primo turno | Primo turno |  |  | Secondo turno | Secondo turno          | Secondo turno | Secondo turno | Secondo turno |   |   | Ultimo turno      | Ultimo turno      | Ultimo turno | Ultimo turno | Ultimo turno |  |
|  |                     |                        |                        |             |             |  |  |               |                        |               |               |               |   |   |                   |                   |              |              |              |  |
|  | 4                   | Jean-François Bachelot | Jean-François Bachelot | 6           | 6           |  |  |               |                        |               |               |               |   |   |                   |                   |              |              |              |  |
|  |                     | Thierry Roggi          | Thierry Roggi          | 4           | 4           |  |  | 4             | Jean-François Bachelot | 6             | 4             | 3             |   |   |                   |                   |              |              |              |  |
|  | Thierry Guardiola   | Thierry Guardiola      | Thierry Guardiola      | 6           | 6           |  |  |               | Thierry Guardiola      | 4             | 6             | 6             |   |   |                   |                   |              |              |              |  |
|  | Gwaneal Gueit       | Gwaneal Gueit          | Gwaneal Gueit          | 1           | 3           |  |  |               |                        |               |               |               |   |   | Thierry Guardiola | Thierry Guardiola | 65           | 6            | 2            |  |
|  | Stéphane Huet       | Stéphane Huet          | 64                     | 6           | 6           |  |  |               |                        | Lionel Roux   | Lionel Roux   | 7             | 3 | 6 |                   |                   |              |              |              |  |
|  | Mohamed-Sekou Drame | Mohamed-Sekou Drame    | 7                      | 2           | 2           |  |  | Stéphane Huet | Stéphane Huet          | Stéphane Huet | 2             | 2             |   |   |                   |                   |              |              |              |  |
|  |                     | Lionel Roux            | Lionel Roux            | 6           | 6           |  |  | Lionel Roux   | Lionel Roux            | Lionel Roux   | 6             | 6             |   |   |                   |                   |              |              |              |  |
|  | 7                   | Didac Perez-Minarro    | Didac Perez-Minarro    | 2           | 4           |  |  |               |                        |               |               |               |   |   |                   |                   |              |              |              |  |